# Phyllachora elmeri
Phyllachora elmeri är en svampart som beskrevs av Syd. & P. Syd. 1911. Phyllachora elmeri ingår i släktet Phyllachora och familjen Phyllachoraceae.   Inga underarter finns listade i Catalogue of Life.